# Racelopodopsis camusii
Racelopodopsis camusii là một loài rêu trong họ Polytrichaceae. Loài này được Thér. mô tả khoa học đầu tiên năm 1907.